# Rue des Serruriers (Strasbourg)
Pour les articles homonymes, voir Rue des Serruriers.
La rue des Serruriers (en alsacien : Schlossergass) est une voie de Strasbourg rattachée administrativement au quartier Gare - Kléber.

## Situation et accès
Elle va de la place Saint-Thomas à la place Gutenberg. 

## Origine du nom
Selon Adolphe Seyboth, elle doit son nom « aux ouvriers en métaux, forgerons, serruriers, armuriers, fourbisseurs, éperonniers, couteliers établis en grand nombre, dès le XIIIe siècle » dans le quartier.

## Historique
La rue a connu plusieurs dénominations successives, en allemand, en latin ou en français : Under Smiden, inter Fabros (1266), Smidegasse (1299), Vicus fabrorum (1389), Sporergasse (1429), Schlossergasse (1580), rue de la Propagande révolutionnaire (1793), rue de la République (1794), rue des Serruriers (1817), Schlossergasse (1870), rue des Serruriers (1918), Schlossergasse (1940), rue des Serruriers (1945).

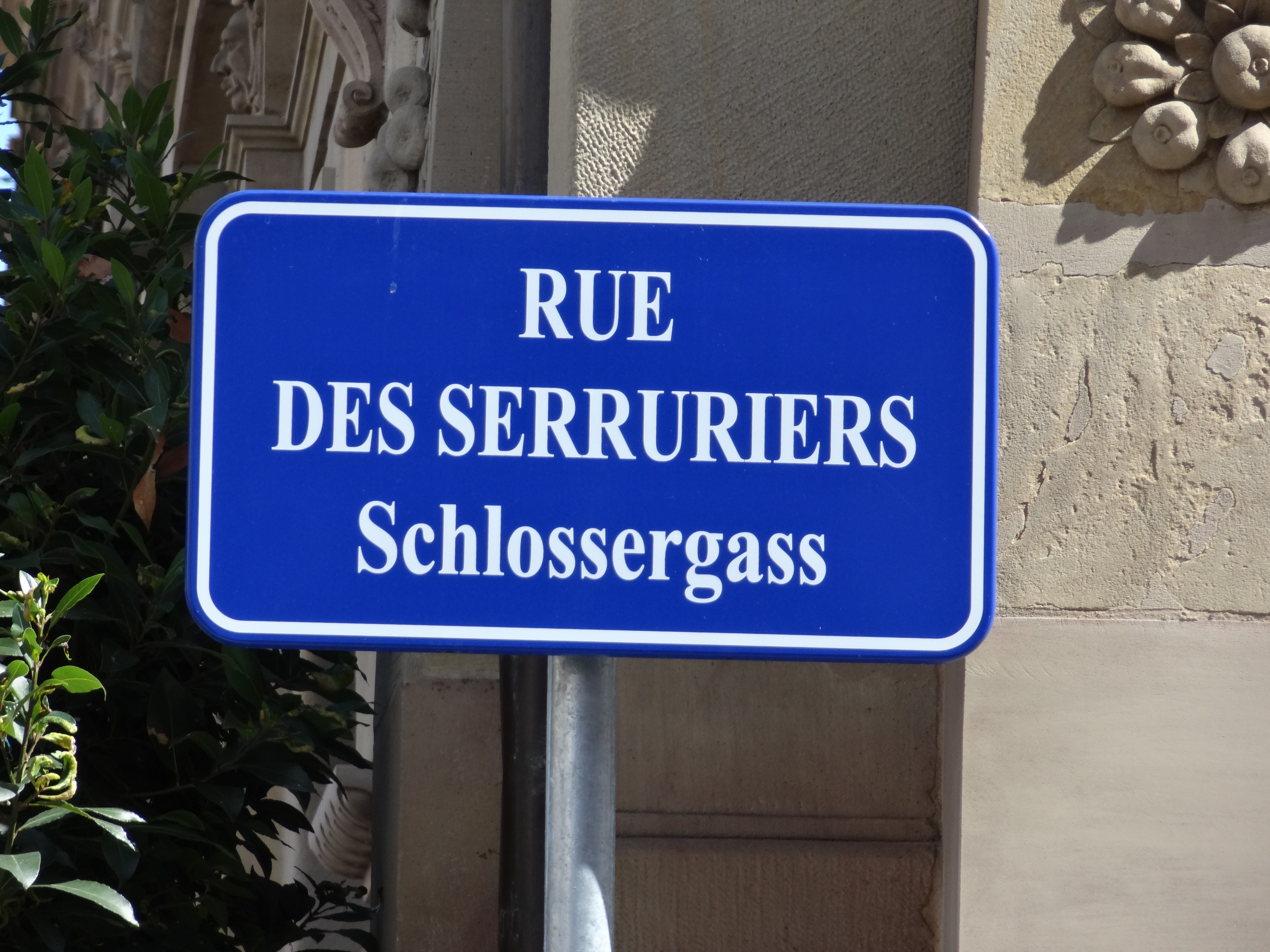
Plaque bilingue, en français et en alsacien.

Alors que les maisons d'artisans étaient historiquement très présentes autour de l'église Saint-Thomas, l'autre extrémité de la rue, vers la place Gutenberg, se trouvait plus proche du cœur politique de la ville. C'est là que les notables possédaient des maisons, souvent reconstruites au XVIIIe siècle. C'est notamment le cas de l'ancien hôtel Janin, au no 31.
Au XVIIIe siècle la corporation des apothicaires, dite « Corporation du Miroir » siégeait au « Café du miroir » au no 29 de la rue des Serruriers.
Des plaques de rues bilingues, à la fois en français et en alsacien, ont été mises en place par la municipalité à partir de 1995. C'est le cas de la Schlossergass.

## Bâtiments remarquables et lieux de mémoire
- no 1 : Formant l'angle avec la rue des Cordonniers, cette maison à pans de bois, crépie, date du XVIe ou du XVIIe siècle[6].
- no 15 : Située à l'angle de la rue de la Chaîne, cette maison à colombages comporte un encorbellement sur les deux rues[7]. Les pans de bois ont été remaniés au XVIIIe siècle[6].
- no 16 : Au XVIIe siècle, des juristes possédaient cette demeure où des vestiges du XVIe siècle ont été découverts. En 1907 elle est rachetée par la Ville en prévision de la Grande-Percée et finalement démolie en 1936. Le nouveau bâtiment forme un seul tenant avec les nos 5 et 7 de la rue de la Division-Leclerc[8].
- no 17 : Formant l'angle avec la rue de la Chaîne, cette maison Renaissance, construite vers 1600, est dotée d'un oriel sur consoles[2].

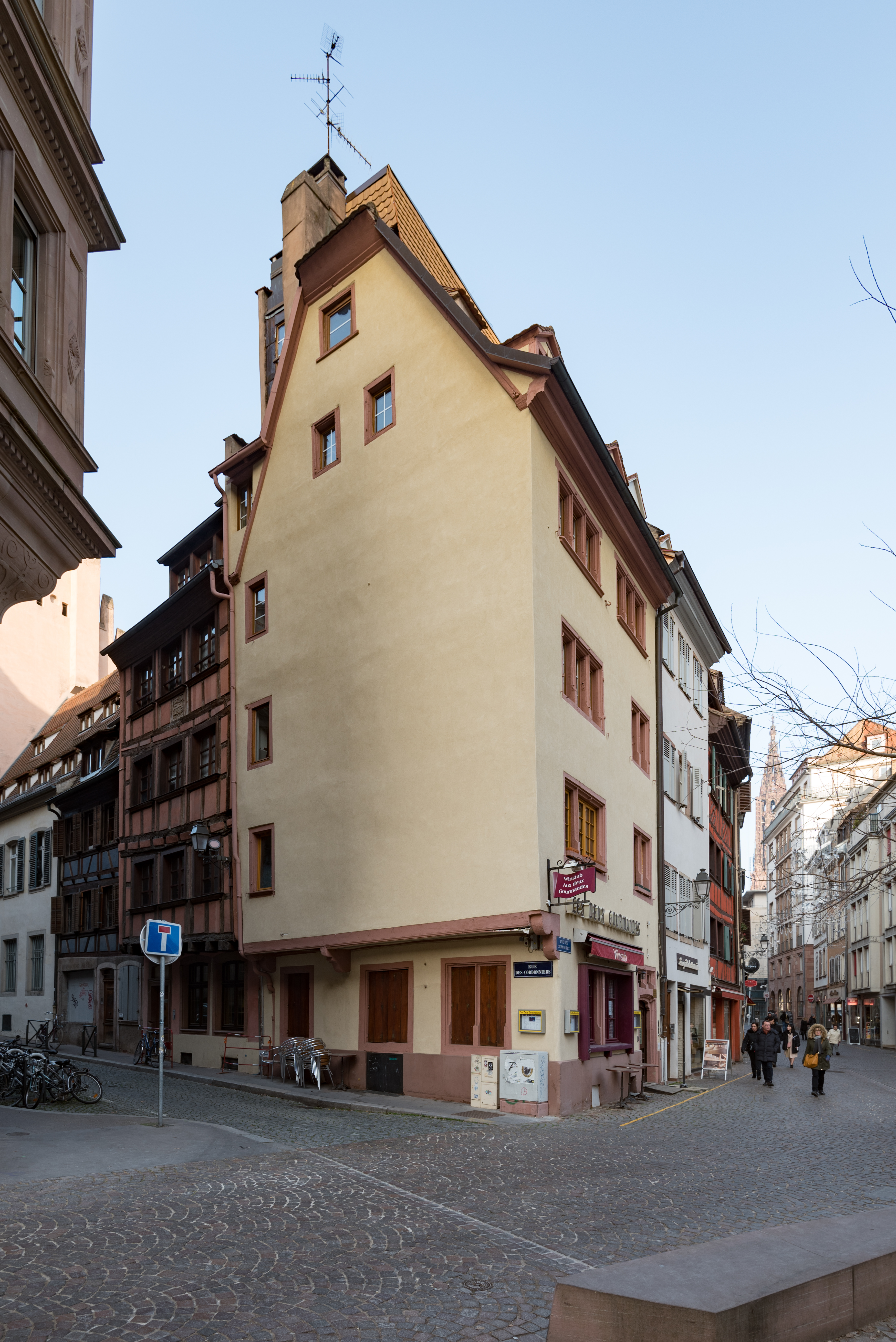
Le no 1, à l'angle de la rue des Cordonniers.
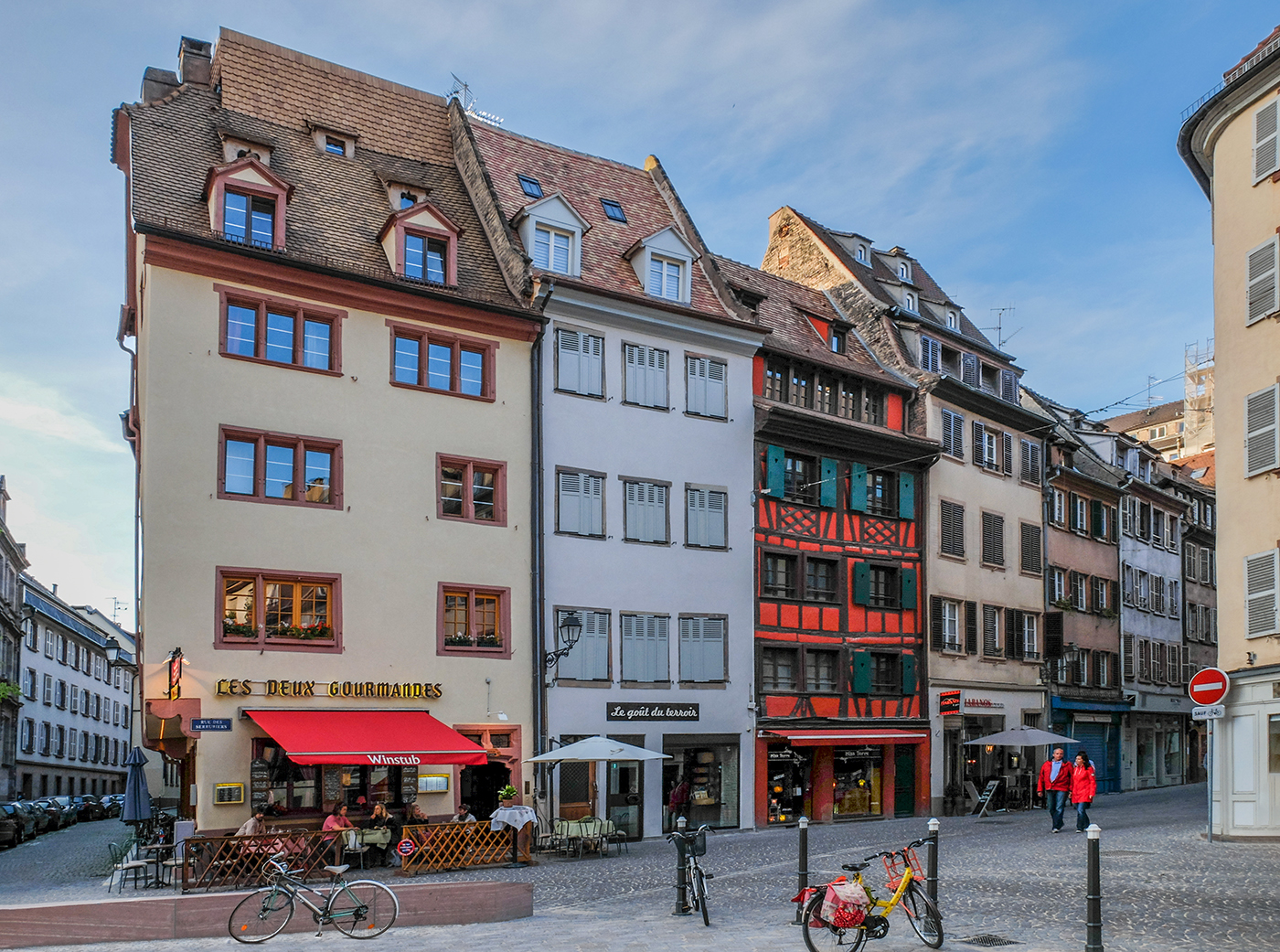
nos 1, 3, 5, 7, 9.
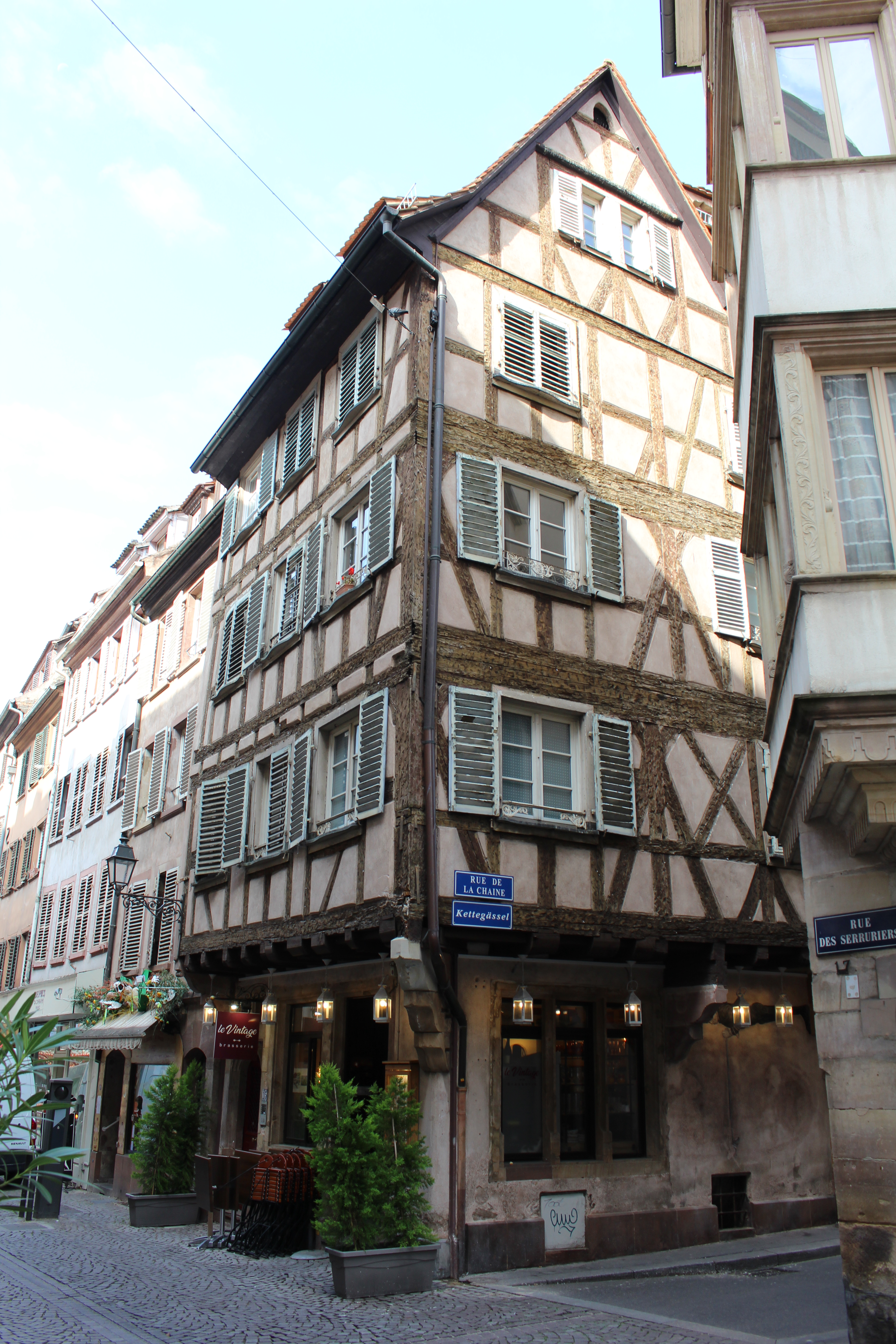
no 15, à l'angle de la rue de la Chaîne.
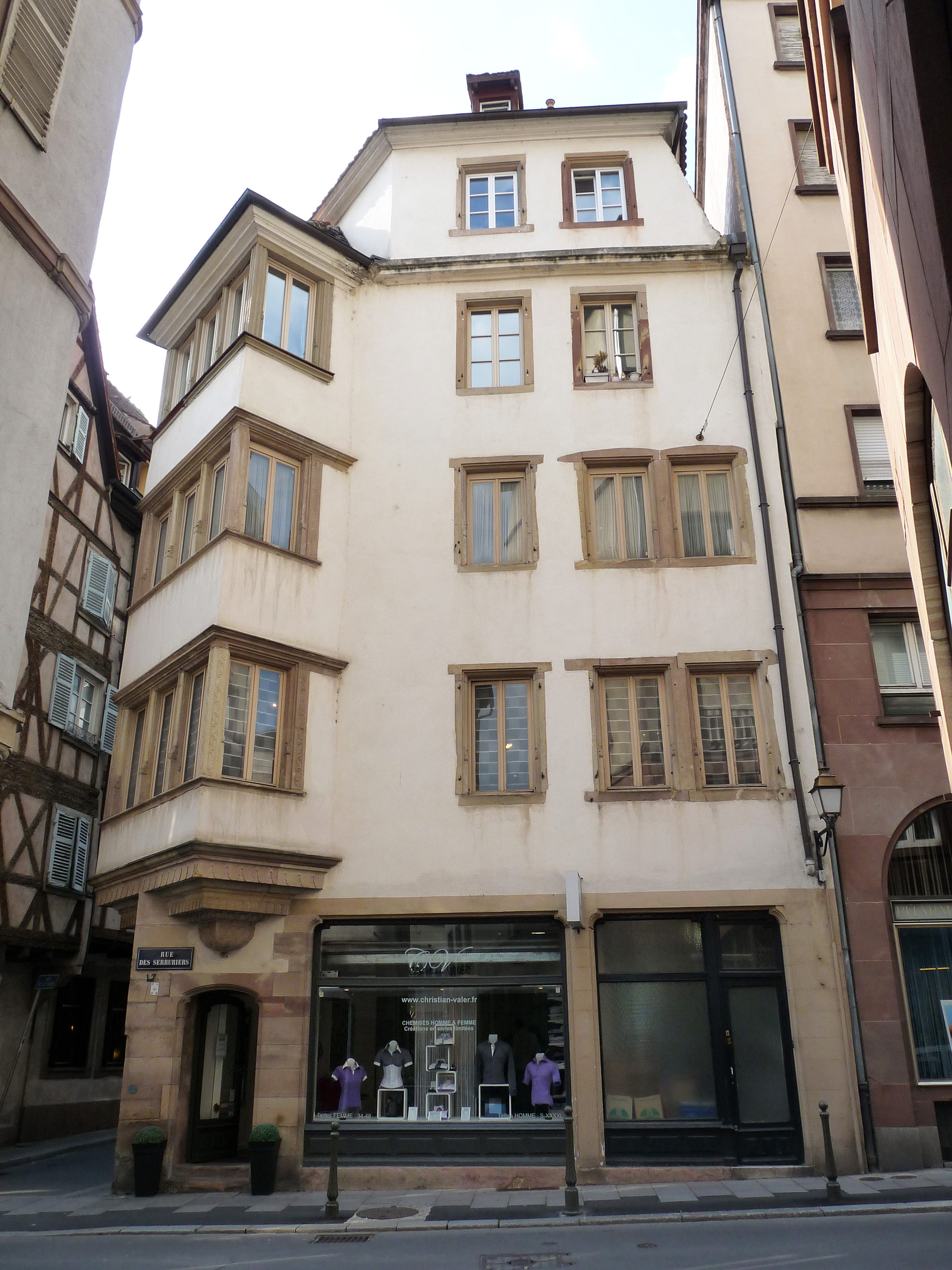
no 17, à l'autre angle de la rue de la Chaîne.

- no 20 : Parfois appelée « Maison Richard », car reconstruite en 1746 pour le marchand Pierre Richard, la demeure constitue une synthèse du rococo strasbourgeois, issu du style Régence, et de la rocaille. Un mascaron représentant une tête de femme à grand diadème (peut-être Junon ?), surmonte la porte-fenêtre du balcon[9]. En 1910, le dessinateur et graveur Charles Muller (1845-1914), qui en est le dernier propriétaire privé, lègue sa maison à la Société des amis des arts et des musées de Strasbourg[9], qui fait placer en 1987 ses initiales (SAAMS) dans le garde-corps du balcon au premier étage[10]. La même année, la façade et les toitures donnant sur cette rue font l'objet d'une inscription au titre des monuments historiques[11].
- no 22 : Cette maison Renaissance, construite en 1589 pour un pharmacien, est dotée d'un oriel d'angle. En 1789, elle est réunie au Neue Bau de la place Gutenberg[2],[6]. La façade et les toitures font l'objet d'une inscription au titre des monuments historiques depuis 1929[12].

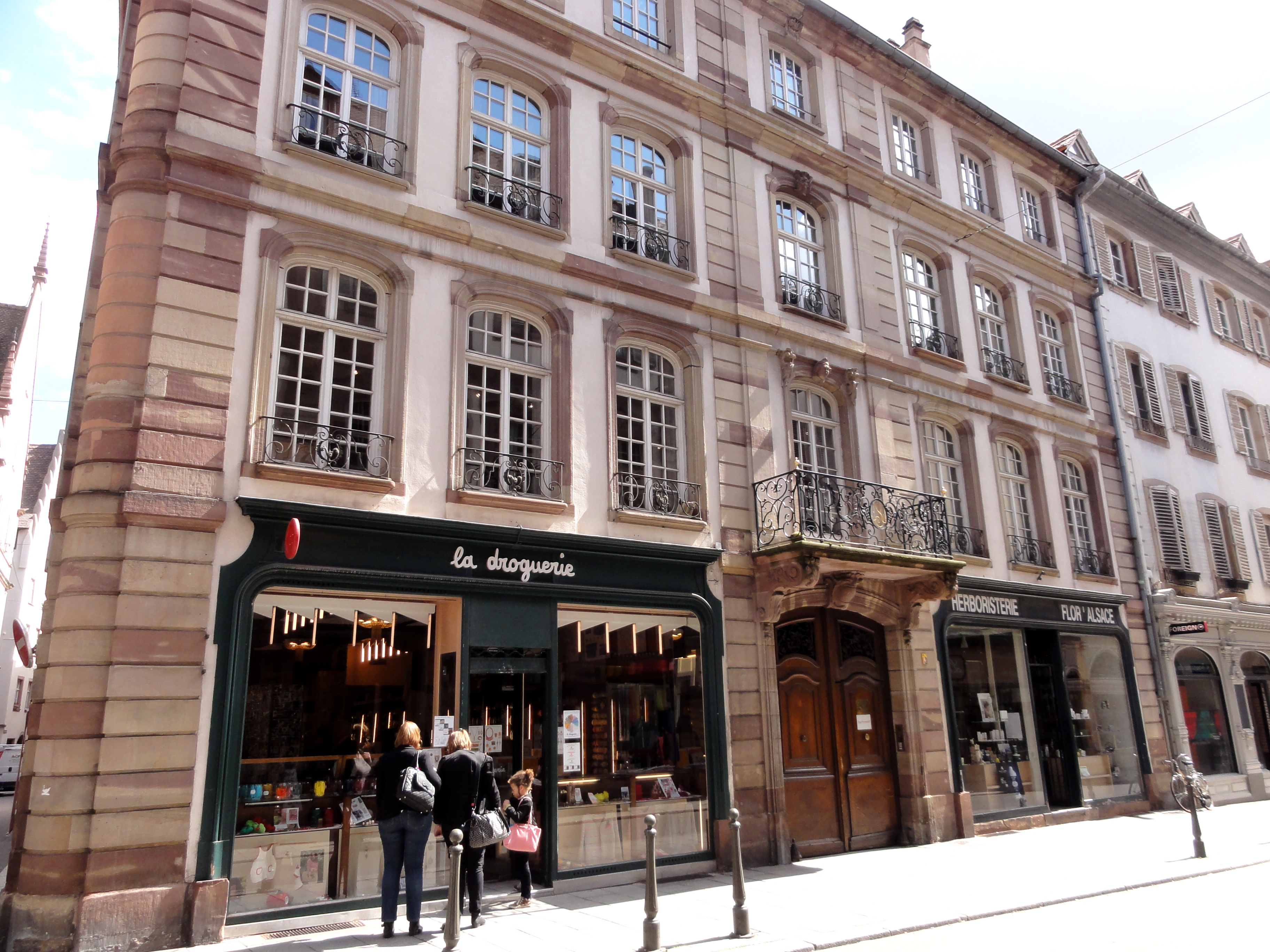
Façade du no 20.
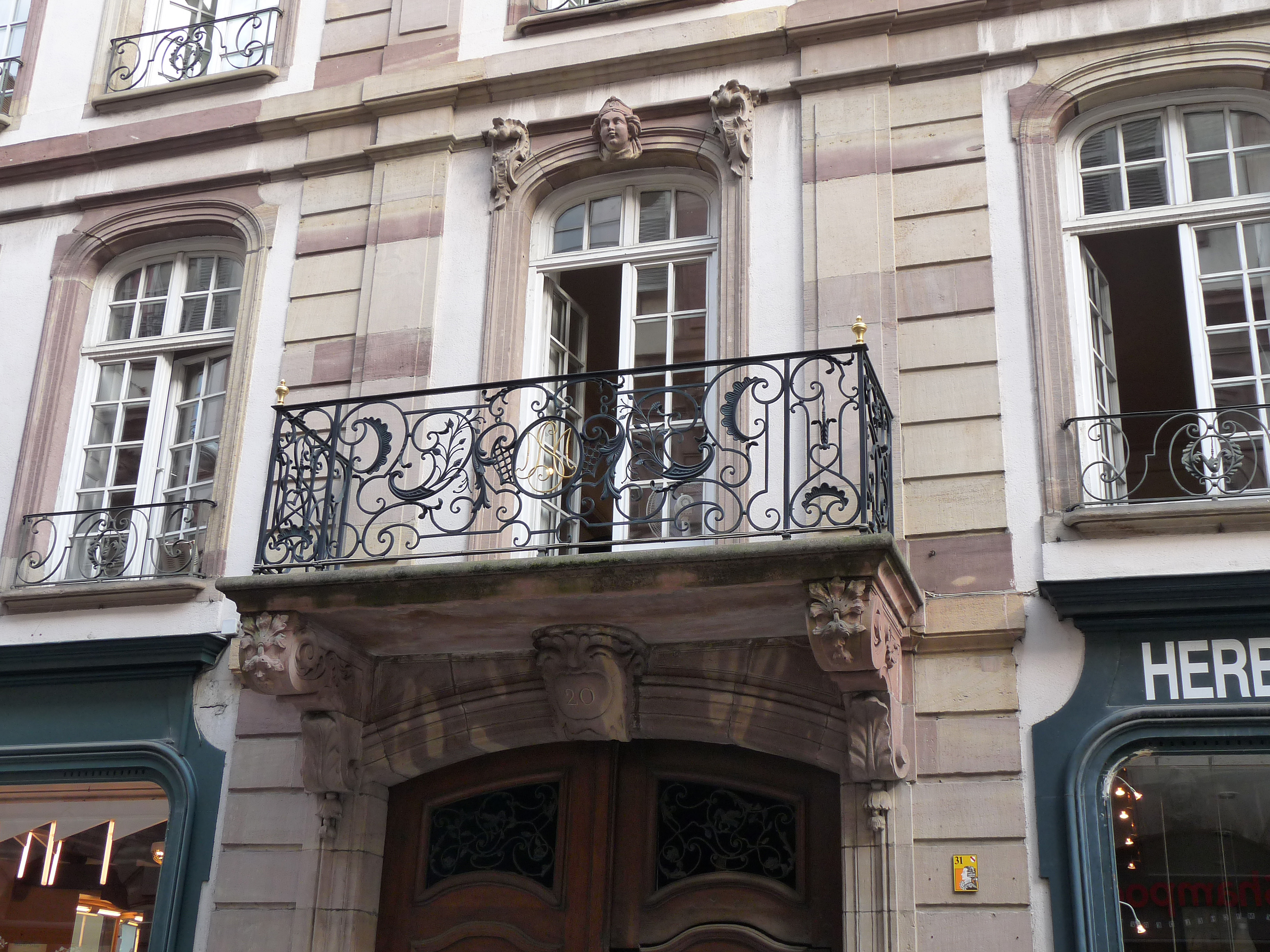
Balcon du no 20.
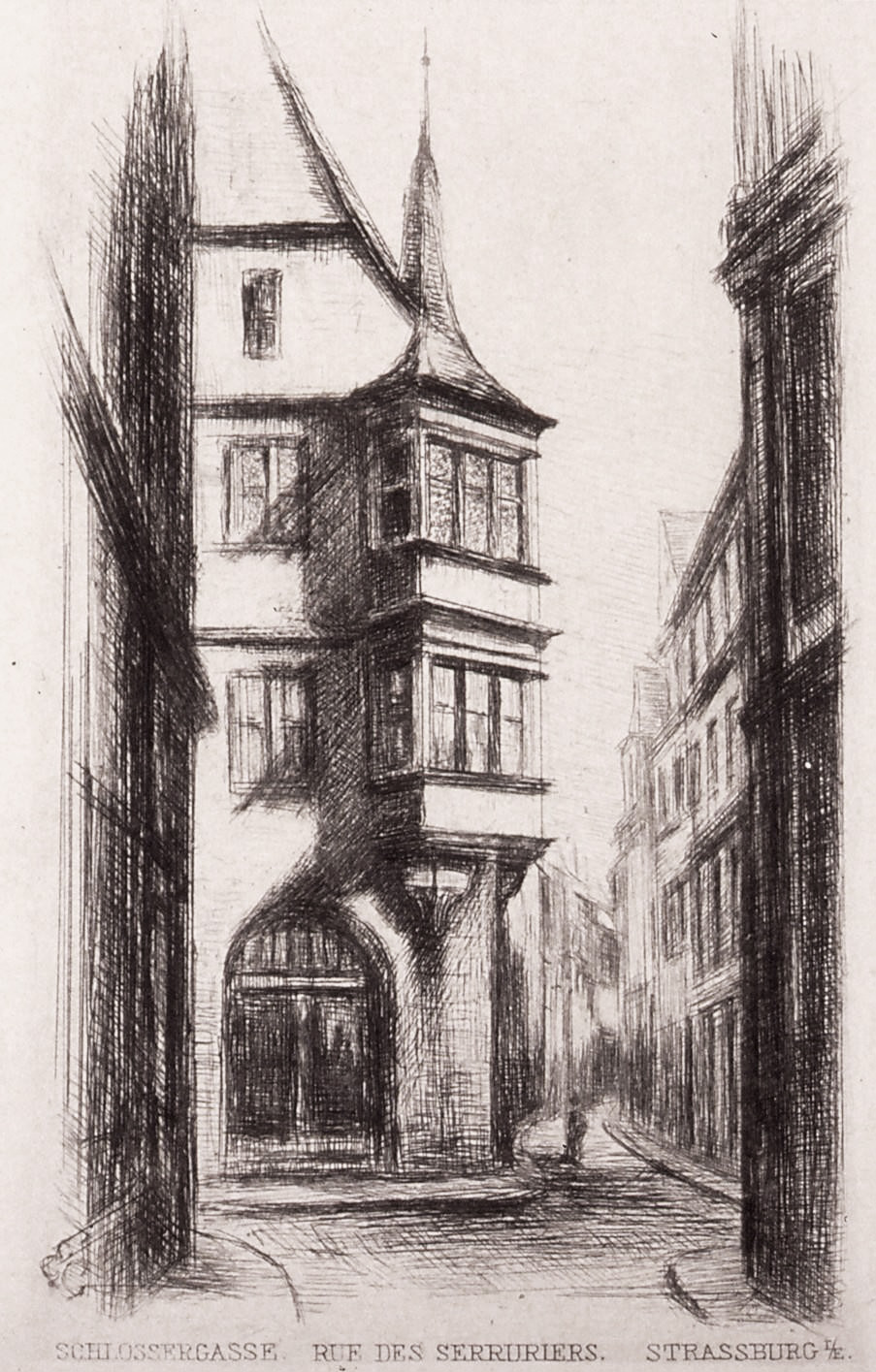
Oriel du no 22 (1880).
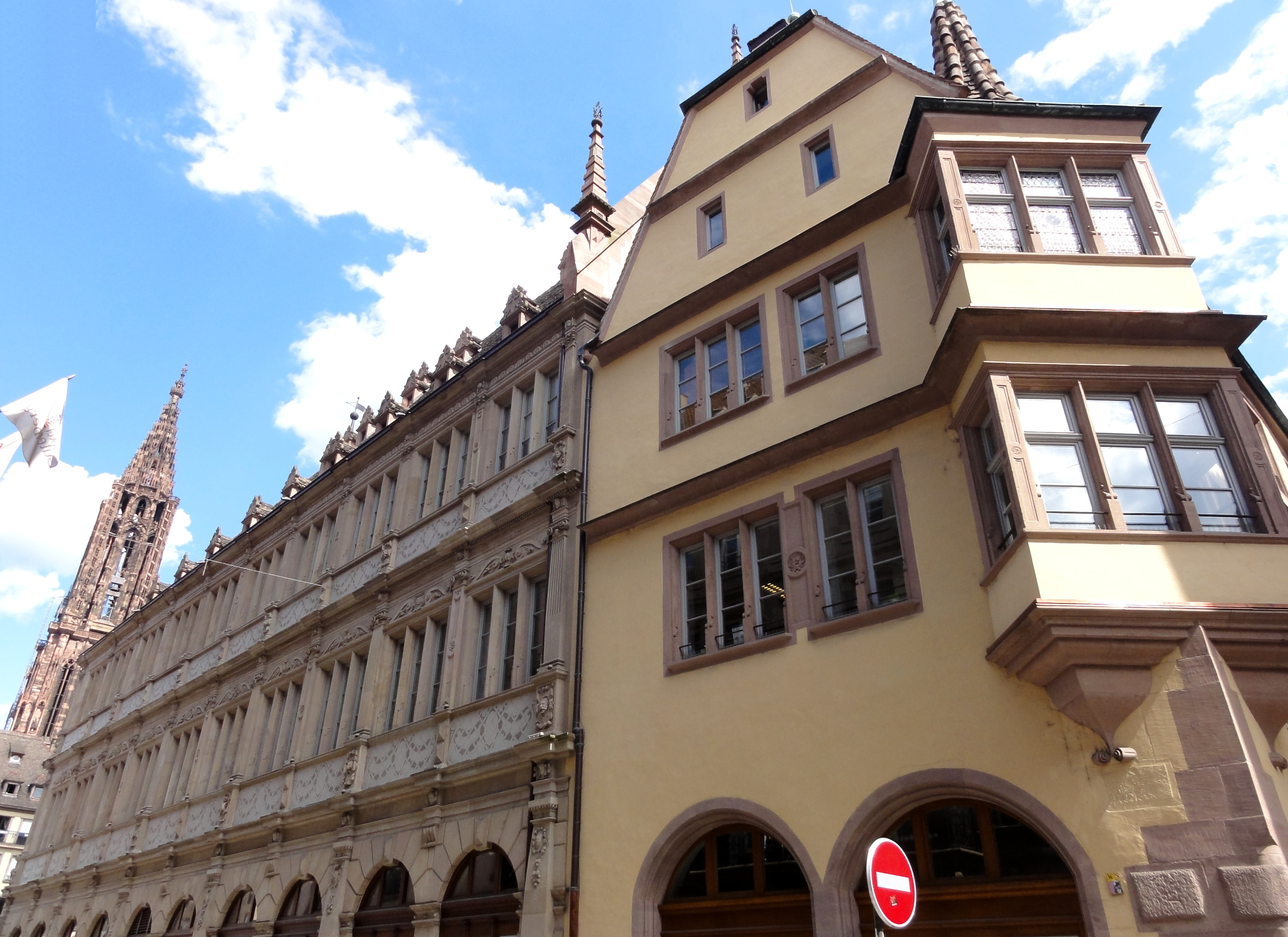
Cathédrale, Neue Bau et no 22 (2014).

- no 23 : En 1843, des bâtiments partiellement du XVIIe siècle sont réunis et reconstruits d'un seul tenant. En 1936, l'immeuble est démoli et son terrain est rendu à la voie publique pour faire place à l'actuelle rue de la Division-Leclerc[13].
- no 25 : La maison, dont subsiste un pignon du XIIIe siècle, est reconstruite par un marchand en 1787. Elle est démolie lors de la Grande-Percée et remplacée par une brasserie[14].
- no 29 : À l'angle de la rue du Miroir, la façade de prestige, à cinq travées de baies, de l'hôtel particulier dit Poêle du Miroir, ancien siège de la puissante corporation des marchands, donne sur la rue des Serruriers. Cette façade, confiée en 1757 à Jean Louis Muller – frère de Georges Michel Muller, également maître maçon –, comporte notamment huit mascarons représentant les Quatre Saisons au rez-de-chaussée et les Quatre parties du monde à l'étage. Le cartouche de la porte centrale, ancienne porte cochère, est entourée de sculptures rococo, de cartouches à mufles et de cornes d'abondance[15],[16]. La façade et les toitures font l'objet d'un classement au titre des monuments historiques depuis 1984[17].
- no 31 : En 1749 le négociant Antoine Janin charge Georges Michel Muller de réunir et de reconstruire plusieurs anciens bâtiments. Avec ses fenêtres à appuis, ses entablements ondulants et la hauteur décroissante des étages, la nouvelle demeure constitue un exemple caractéristique du rococo strasbourgeois. Le premier étage est enrichi d'un balcon en ferronnerie et, sur la clé de cintre de la fenêtre du milieu, d'un mascaron à tête de Mercure[9].

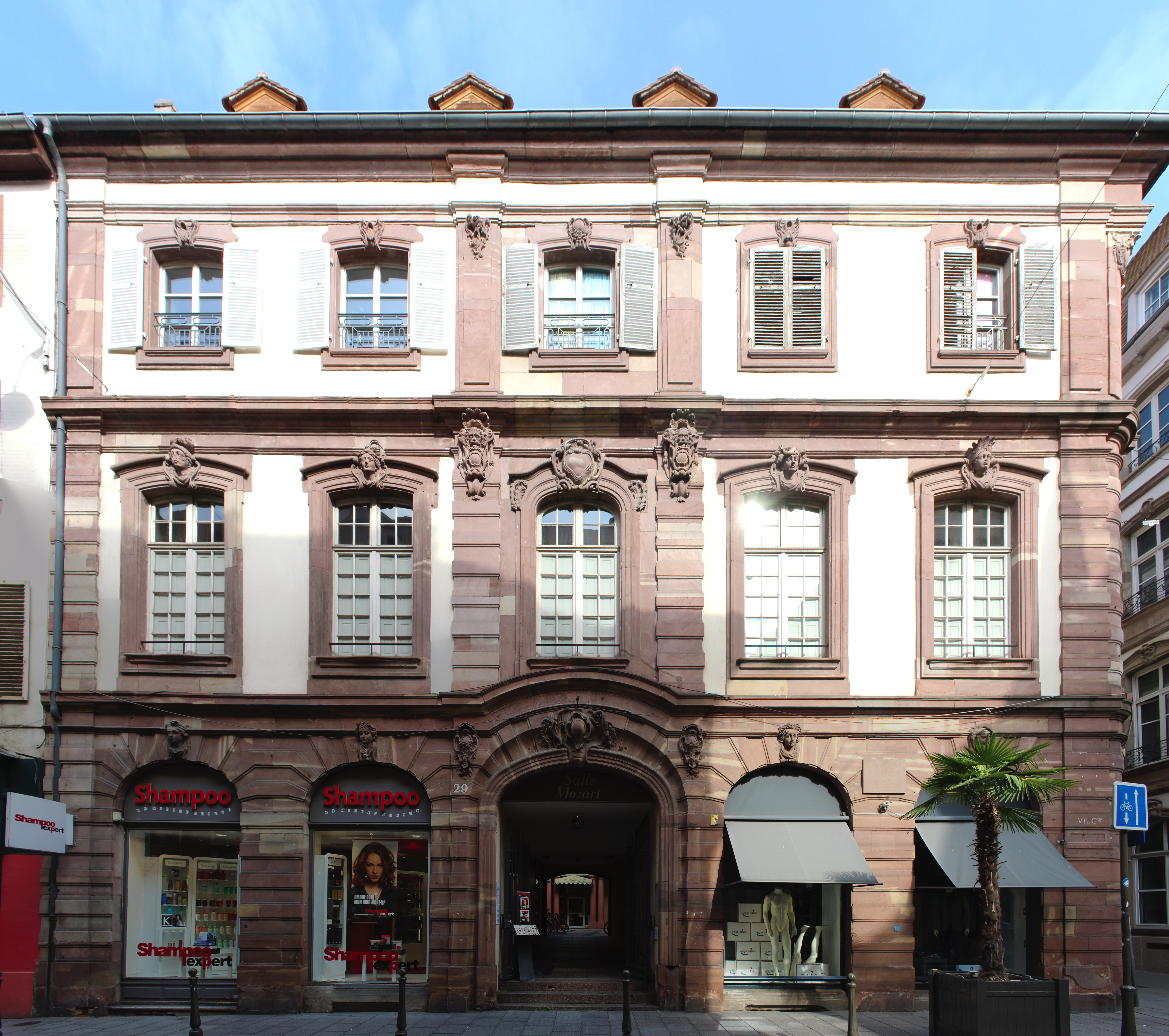
Façade à cinq travées du no 29.
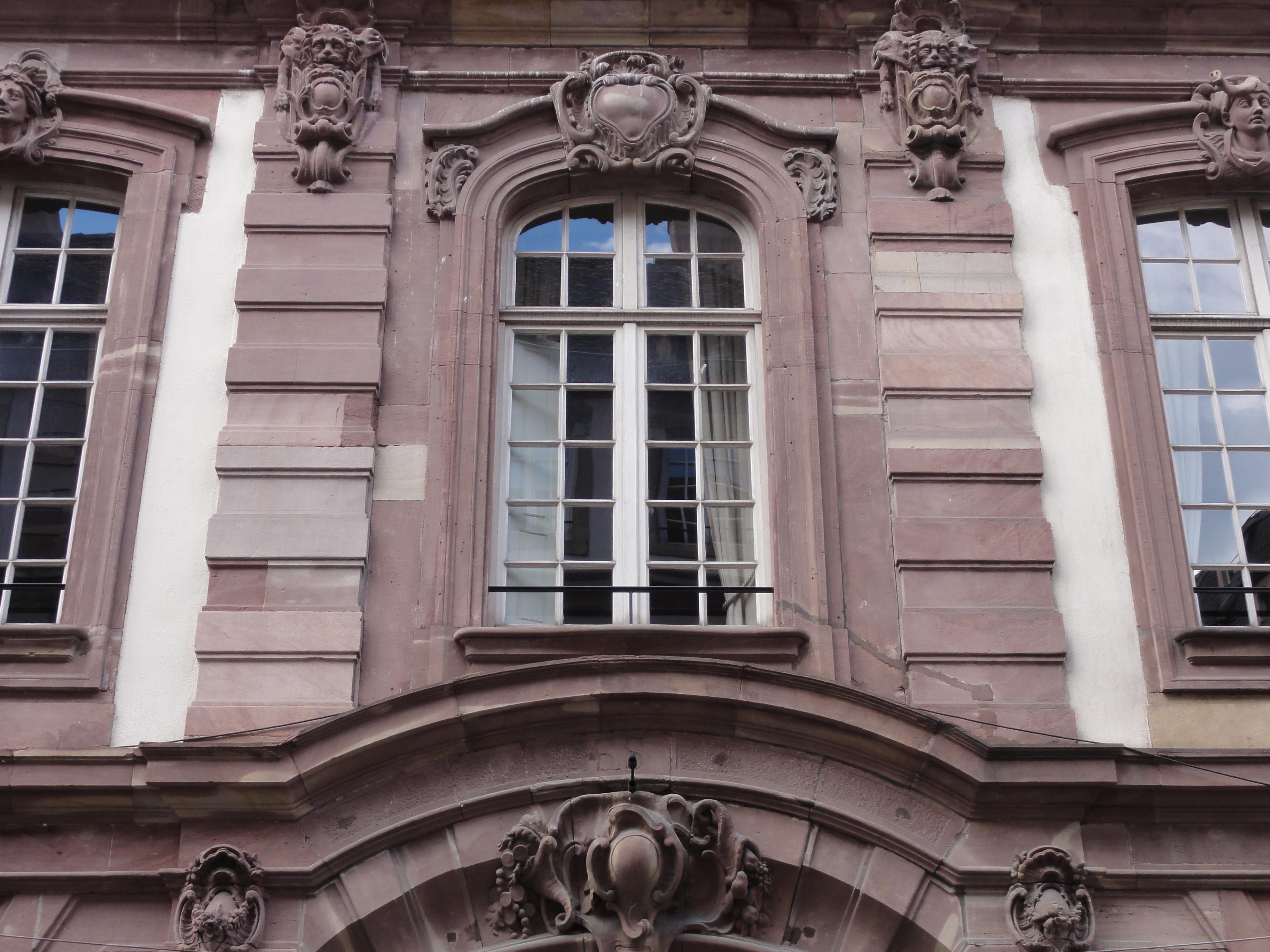
Fenêtre centrale du no 29.
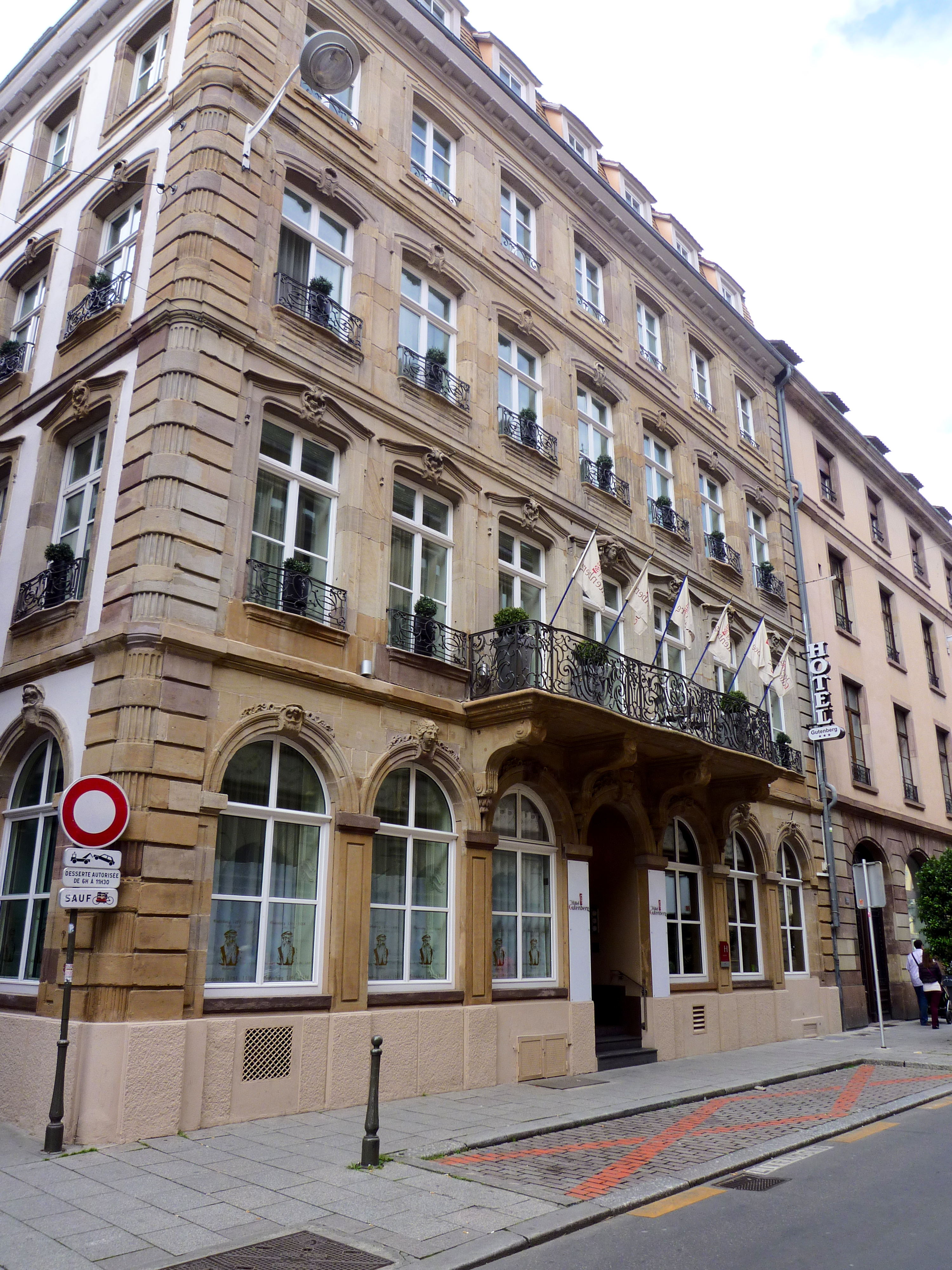
L'ancien hôtel Janin au no 31.
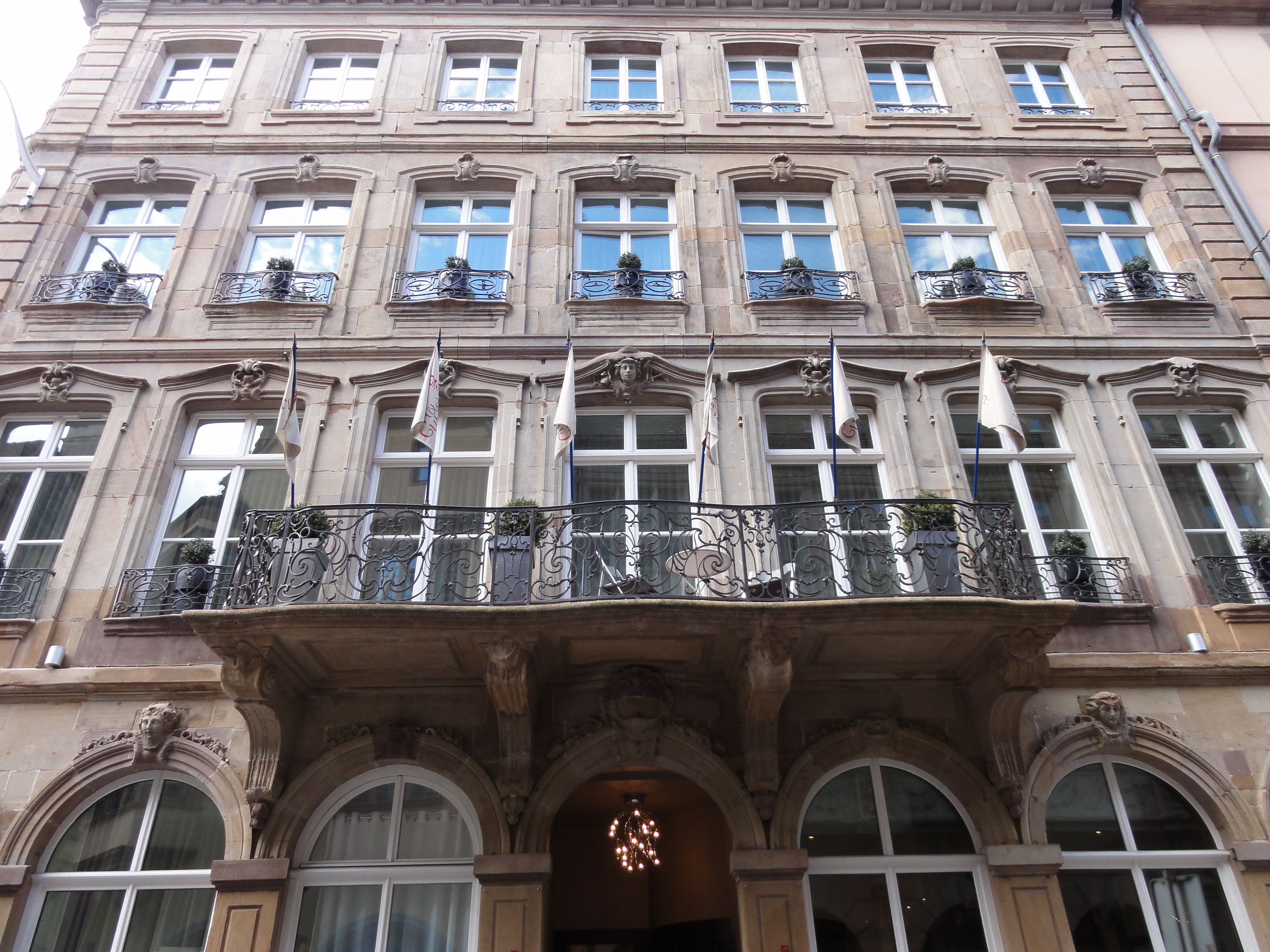
Balcon en ferronnerie du no 31.

## Personnalités liées à la rue des Serruriers
- Lucien Haffen, peintre
- Gustave Oberthür, architecte
- Frédéric-Rodolphe Saltzmann, homme de presse et libraire
- Théophile Schuler, artiste
- Joseph Weill, médecin